# Elaeocarpus blascoi
Elaeocarpus blascoi är en tvåhjärtbladig växtart som beskrevs av Weibel. Elaeocarpus blascoi ingår i släktet Elaeocarpus och familjen Elaeocarpaceae. Inga underarter finns listade i Catalogue of Life.